# Roman Orłowski
Roman Orłowski, właśc. Roman Grosser Hojzer (ur. 29 grudnia 1915 we wsi Bodziaczów na Wołyniu, zm. 17 grudnia 1986 w Warszawie) – polski działacz komunistyczny, dąbrowszczak, podpułkownik Milicji Obywatelskiej.

## Życiorys
Pochodził z żydowskiej rodziny Mateusza (Moszko) i Ireny (Ity). Był członkiem Komunistycznej Partii Hiszpanii (od 1938), PPR (od 1945), PZPR (od 1948). Brał udział w wojnie domowej w Hiszpanii, jako Orłow od 24 stycznia do 9 lutego 1939 był komisarzem politycznym XIII Brygady Międzynarodowej im. Jarosława Dąbrowskiego. Po internowaniu we Francji i pozbawieniu polskiego obywatelstwa, w 1941 wyjechał do ZSRR. Od przełomu 1942 i 1943 służył w Armii Czerwonej. W sierpniu 1944 został skierowany do Ludowego Wojska Polskiego, skąd już we wrześniu tego roku przeszedł do MO. 12 września 1944 objął stanowisko kierownika Wydziału Personalnego KW MO w Rzeszowie, a 7 kwietnia 1945 został mianowany zastępcą komendanta KW MO w Rzeszowie ds. operacyjnych. Od 9 sierpnia 1945 pełnił obowiązki komendanta KW MO w Rzeszowie, od 1 lipca 1947 był komendantem KW MO w Rzeszowie. Od 7 kwietnia 1945 do 31 grudnia 1947 brał udział w walce z bandami i reakcyjnym podziemiem. 15 kwietnia 1948 został komendantem KW MO we Wrocławiu. Od 1 lutego 1952 do 14 grudnia 1954 kierował Oddziałem IV KG MO w Warszawie. W okresie od 14 grudnia 1954 do 30 czerwca 1963 nadal służył w MO. Równocześnie z pracą w milicji udzielał się politycznie, był członkiem egzekutywy KW PPR w Rzeszowie (1945–1948), egzekutywy KW PZPR w Rzeszowie (1948–1949) i egzekutywy KW PZPR we Wrocławiu (1949–1952). Autor haseł w Słowniku biograficznym działaczy polskiego ruchu robotniczego.
Pochowany na cmentarzu Wojskowym na Powązkach (kwatera A 41-3-2).

## Ordery i odznaczenia
- Krzyż Kawalerski Orderu Odrodzenia Polski (10 października 1945)[6]
- Złoty Krzyż Zasługi (4 października 1946)[7]